# Стара Весь (Підкарпатське воєводство)
Стара Весь (пол. Stara Wieś) — село в Польщі, у гміні Березів Березівського повіту Підкарпатського воєводства. Населення — 3482 особи (2011).

## Історія
До 1772 рр. село входило до Сяніцької землі Руського воєводства. Початки села сягають 1359 року, коли король Казимир Великий надав локаційний акт поселенню над рікою Стобніцею. Історіографи вказують первісну назву села як Березів. У 1384 році село та недалекий Домарадз записано в дар Перемишльським єпископам. В тому часі на південь від села було закладене місто з такою самою назвою. До локалізації міста спричинилися часті виливи ріки, тому було вибрано височину та кращі оборонні умови. Незабаром місто стало садибою т. зв. єпископського ключа, а для окреслення села почали вживати назву Стара Весь. Перший документ, який підтверджує зміну назви датований 1460 роком.
У 1772—1918 рр. село було у складі Австро-Угорської монархії, у провінції Королівство Галичини та Володимирії.
У 1919—1939 рр. — у складі Польщі. Село входило до Березівського повіту Львівського воєводства. Після півтисячоліття латинізації та полонізації до 1947 р. рештки українського населення Надсяння зберігали вірність греко-католицькій церкві і село продовжувало належати до парафії Іздебки Динівського деканату Апостольської адміністрації Лемківщини. Метричні книги велися від 1784 р.
У 1975—1998 роках село належало до Кросненського воєводства.

## Сучасність
У північній частині Старої Весі знаходиться генеральний дім Згромадження Сестер Служебниць Непорочної Діви Марії. У південній частині Старої Весі знаходиться колегіум отців єзуїтів і новіціат Товариства Ісусового провінції Південної Польщі. Є тут також згромадження сестер Великого Завірення.

## Демографія
Демографічна структура станом на 31 березня 2011 року:
|          | Загалом | Допрацездатний вік | Працездатний вік | Постпрацездатний вік |
| -------- | ------- | ------------------ | ---------------- | -------------------- |
| Чоловіки | 1676    | 426                | 1096             | 154                  |
| Жінки    | 1806    | 399                | 1071             | 336                  |
| Разом    | 3482    | 825                | 2167             | 490                  |

## Пам'ятки

### Базиліка
Пізньобарокова базиліка Внебовзяття Непорочної Діви Марії була посвячена перемишльським єпископом Вацлавом Єронімом Сєраковським. Будівничими базиліки і прилеглого до неї монастиря були отці пауліни. Тепер нею опікуються єзуїти, які мають у колегіумі свій новіціат.

### Могила
у Старій Весі є могила барських конфедератів, насипана у формі високого кургану, на якому стоїть колона, увінчана капличкою в стилі класицизму.

## Відомі люди
- народилися: Станіслав Дидек
- проходили новіціат чи працювали: Альберт Хмельовський, Станіслав Ліц, Генрик Яцковський, Ян Бейзим, Пйотр Бапст
- померли: Станіслав Свєнтоховський, Ігнатій Хмелевський, Адальберт Баудісс, Фелікс Цозель